# Hauterive (Doubs)
Hauterive era una comuna francesa que estaba situada en el departamento de Doubs, de la región de Borgoña-Franco Condado, que en 1823 pasó a formar parte de la comuna de Hauterive-la-Fresse.

## Demografía
| Gráfica de evolución demográfica de Hauterive entre 1793 y 1821 |
|                                                                 |

Los datos demográficos contemplados en este gráfico se han cogido de la página francesa EHESS/Cassini.